# Olenosus
Olenosus es un género de escarabajos longicornios de la tribu Acanthocinini que contiene una sola especie, Olenosus serrimanus. La especie fue descrita por Bates en 1872.
Se distribuye por Costa Rica, Guatemala, Honduras, México y Nicaragua. Mide aproximadamente 14,84-19 milímetros de longitud.